# Alejandro Maldonado
Pour les articles homonymes, voir Maldonado et Aguirre.
Alejandro Baltazar Maldonado Aguirre, né le 6 janvier 1936 à Guatemala, est un avocat et homme d'État guatémaltèque. En qualité de vice-président, il devient le 49e président de la République, succédant à Otto Pérez Molina, démissionnaire à la suite de l'affaire La Linea, dont il termine le mandat du 3 septembre 2015 au 14 janvier 2016.

## Études
Né en 1936 à Guatemala, Alejandro Maldonado Aguirre est diplômé en droit de l'université d'études supérieures San Carlos de Guatemala.

## Carrière
Il commence sa carrière politique en 1956 comme membre du conseil de la ville de Guatemala. Il est ensuite député de 1966 à 1970, puis ministre de l'éducation jusqu'en 1974. Il est alors membre du Mouvement de libération nationale (MLN), parti d'extrême droite.
De 1974 à 1976, il est représentant de son pays auprès de l'ONU à New York, puis de 1978 à 1980, auprès de l'Office des Nations unies à Genève.
En 1977, il se présente à l'élection présidentielle sous les couleurs du MLN, mais abandonne en cours de route. En 1982, il se présente de nouveau, cette fois-ci sous les couleurs du Parti du renouveau national (PNR), et finit à la troisième place d'un scrutin entaché de fraudes et remporté par le général Ángel Aníbal Guevara, qui ne peut prendre ses fonctions à la suite du coup d'État du général Efraín Ríos Montt. De 1984 à 1986, il est député à l'Assemblée constituante de son pays. En 1986, il est élu juge à la Cour constitutionnelle pour un mandat de cinq ans et préside cette instance de janvier 1989 à janvier 1990.
De 1991 à 1993, il est ambassadeur du Guatemala au Mexique, avant d'occuper la fonction de ministre des Affaires étrangères de juin 1993 à janvier 1996, sous la présidence de Ramiro de León Carpio.
En 1996, il est de nouveau élu comme l'un des cinq juges de la Cour constitutionnelle pour cinq ans, et remplit de nouveau la présidence de 1997 à 1998.
Député au Congrès de la République de 2004 à 2008, il est premier vice-président de janvier 2005 à janvier 2006. À cette date, il est une nouvelle fois élu à la Cour constitutionnelle et assume la présidence entre janvier 2006 et janvier 2007. Il est réélu en 2011.

### Vice-président de la République (2015)
Le 14 mai 2015, il est élu vice-président de la République par le Congrès, à la suite de la démission de Roxana Baldetti, mêlée au scandale de corruption La Linea.

### Président de la République (2015-2016)
Le 3 septembre suivant, il devient président de la République en remplacement d'Otto Pérez Molina, démissionnaire à son tour. Il doit achever le mandat de son prédécesseur jusqu'au 14 janvier 2016.
Lors de la cérémonie d'investiture, il reprend une phrase qu'il avait déjà utilisée lors de sa campagne électorale de 1977 : « Nous ne reculerons pas devant l'énorme tâche que nous avons à effectuer, l'esprit clair, le cœur propre et le dos large ». 
En dépit de l’augmentation de la pauvreté au Guatemala, il décide d’abaisser le salaire minimum à l'équivalent de 233 euros mensuels afin « d'attirer les investisseurs ».

### Vie privée
Alejandro Maldonado Aguirre est atteint de la maladie d'Alzheimer.